# Chiesa di San Biagio (Calalzo di Cadore)
La chiesa di San Biagio è la parrocchiale di Calalzo di Cadore, in provincia di Belluno e diocesi di Belluno-Feltre; fa parte della convergenza foraniale di Ampezzo-Cadore-Comelico.

## Storia
La prima citazione di una chiesa a Calalzo di Cadore risale al 1234. Quella attuale venne costruita su progetto di Gian Luigi Pigazzi e di Luigi Osvaldo Palatini tra il 1847 (la prima pietra fu benedetta dall'arcidiacono Anastasio Doriguzzi) ed il 1852 ed eretta a parrocchiale in quello stesso anno con territorio smembrato dalla matrice di Pieve. Fu consacrata il 3 giugno 1858 dal vescovo di Feltre e Belluno Giovanni Renier.

## Interno

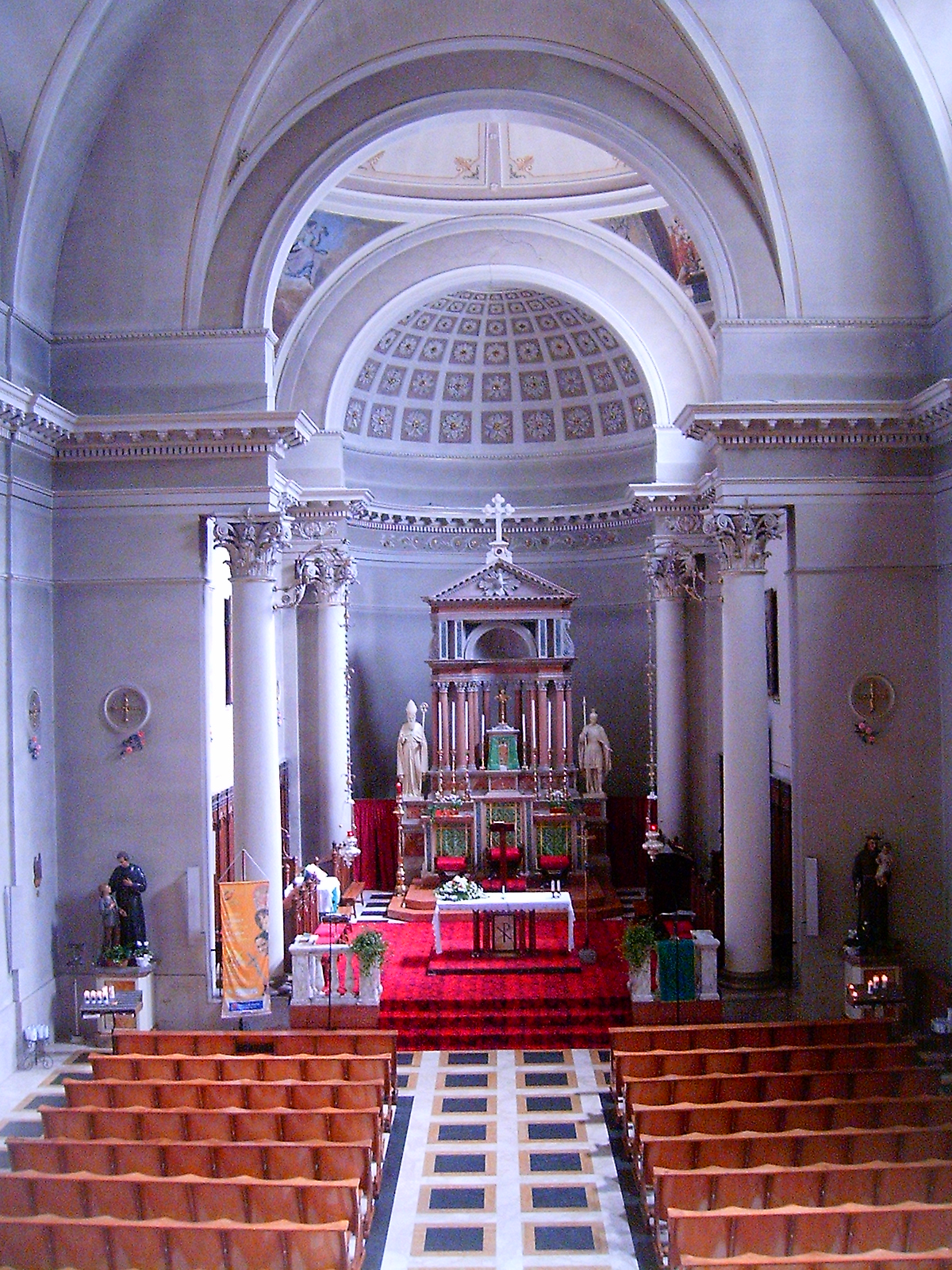
L'interno

Opere di pregio conservate all'interno della chiesa sono l'altare maggiore, realizzato dalla ditta Zanette di Vittorio Veneto ed impreziosito da due statue dei Santi Biagio e Floriano, opere di Giuseppe Obletter, un dipinto di Giovanni Maria De Stefani raffigurante le Virtù Teologali, quattro tele di Orazio Vecellio, i cui soggetti sono  San Pietro e Annunciazione, San Paolo e Natività di Gesù, Sant'Antonio abate e circoncisione di Gesù, San Vito e adorazione dei Magi, la pala della Madonna della Salute, dipinta da Giovan Battista Vicari, dello stesso autore un quadro raffigurante la Madonna con Bambino assieme ai Santi Sebastiano, Rocco e Antonio di Padova e, infine, una statua seicentesca di ignoto autore con Gesù deposto dalla Croce.